# Jerzy Błaszczyk
Jerzy Błaszczyk (ur. 1970, zm. 27 lutego 2016) – polski konsultant, informatyk, płetwonurek, były rekordzista Polski w nurkowaniu głębinowym.

## Życiorys
Był absolwentem Uniwersytetu Warszawskiego.
30 czerwca 2007 w egipskim Dahab zanurkował na głębokość 231 metrów, bijąc ówczesny rekord Polski (208 m) należący do Grzegorza Dominika, co zostało uhonorowane nagrodą Travelery National Geographic w kategorii Wyczyn Roku.
Założył grupę nurkową DeepExplorers badającą głębiny Morza Czerwonego.
Był w związku z dziennikarką i podróżniczką Martyną Wojciechowską, z którą miał córkę, Marysię Błaszczyk (ur. 17 kwietnia 2008). Zmarł z powodu choroby nowotworowej.